# Dolores Jaltenango
Dolores Jaltenango es una localidad del estado mexicano de Chiapas. Es parte del municipio de La Concordia.

## Demografía
| Gráfica de evolución demográfica |
|                                  |

| Censo | Población |
| ----- | --------- |
| 1940  | 339       |
| 1950  | 411       |
| 1960  | 493       |
| 1970  | 707       |
| 1980  | 995       |
| 1990  | 1 444     |
| 2000  | 1 911     |
| 2010  | 2 090     |
| 2020  | 2 235     |